# Байкинский район
Байкинский район (баш. Байҡы районы) — территориально-административная единица на севере Башкирской АССР. Образован в 1930 году и граничит на севере с Аскинским районом, с Дуванским — на востоке, Благовещенским, Старо-Кулевским — на юге, Мишкинским, Старо-Балтачевским — на западе.

## История
Образован 20 августа 1930 года. Площадь — 3750 км². Районный центр — село Байки, одно из самых старинных поселений района, который основан в 1741 году казаками, переселившимися из Кунгурского уезда Пермской области.
В состав района вошли 25 сельских советов, 140 населённых пунктов. Население — 43,9 тыс. человек (1930), преобладали русские. Основным направлением экономики было сельское хозяйство, специализировавшееся на разведении крупного рогатого скота мясо-молочного направления, свиней, выращивании зерновых и кормовых культур. На территории района в то время насчитывалось 39 общеобразовательных школ, так же имелась центральная районная больница.
Упразднён 20 февраля 1932 года, территория вошла в состав Караидельского района.